# Emilio Rodríguez Barros
Emilio Rodríguez Barros (n. Puenteareas, província de Pontevedra; 28 de novembro de 1923 - f. 21 de fevereiro de 1984) foi um ciclista espanhol, profissional durante os anos 1940 e 1950. Pertenceu a uma família de tradição ciclista na que também foram profissionais seus irmãos Delio, Manuel e Pastor. Foi ao Tour de France, ainda que das três edições às que foi só terminou em 1954, e o fez numa discreta 43.ª posição.
Seu maior sucesso em sua carreira desportiva conseguiu-o ao adjudicar-se a Volta a Espanha em 1950, além de cinco triunfos de etapa e a classificação da montanha, a qual já ganhou anteriormente nas edições de 1946 e 1947.
Também foi Campeão da Espanha em estrada no ano 1954.

## Palmarés
- 1946
  - Volta a Galiza
  - Classificação da montanha da Volta a Espanha
- 1947
  - Volta às Astúrias
  - Volta à Catalunha
- Volta a Galiza
  - 1 etapa da Volta a Espanha, mais classificação da montanha [1] 
  - 1 etapa da Volta a Burgos
- 1948
  - Volta à Catalunha , mais uma etapa
  - Volta a Valencia
  - Vencedor de uma etapa do Grande Prêmio Marca
- 1950
  - Volta a Espanha , mais 5 etapas e classificação da Montanha 
  - Campeonato da Espanha de Montanha
- 1951
  - 2.º da Classificação Geral da Volta a Castilla
- 1952
  - 2.º no Campeonato da Espanha de Montanha
- 1954
  - Campeonato da Espanha em Estrada
- 1955
  - Volta a Galiza

## Resultados em Grandes Voltas
Durante a sua carreira desportiva tem conseguido os seguintes postos nas Grandes Voltas.
| Corrida         | 1945 | 1946 | 1947 | 1948 | 1949 | 1950 | 1951 | 1952 | 1953 | 1954 | 1955 | 1956 | 1957 | 1958 |
| --------------- | ---- | ---- | ---- | ---- | ---- | ---- | ---- | ---- | ---- | ---- | ---- | ---- | ---- | ---- |
| Giro d'Italia   | X    | -    | -    | -    | -    | -    | -    | -    | -    | -    | -    | -    | -    | -    |
| Tour de France  | X    | X    | -    | -    | Ab.  | -    | Ab.  | -    | -    | 43.º | -    | -    | -    | -    |
| Volta a Espanha | -    | 8.º  | 4.º  | 2.º  | X    | 1.º  | X    | X    | X    | X    | 24.º | 11.º | 43.º | -    |